# Янівський цвинтар
Я́нівський цви́нтар — некрополь у Львові, другий (після Личаківського) за кількістю похованих тут відомих людей. Відкритий 1888 року.
На цвинтарі поховані, зокрема генерал УГА Мирон Тарнавський, державний діяч Кость Левицький, громадсько-політична діячка Ольга Басараб, поет Богдан-Ігор Антонич, а також понад тисячу вояків, що загинули у боях за Львів у листопаді 1918, і полонені з польсько-української війни 1918—1919 років. Також — святий римо-католицької церкви, архієпископ Юзеф Більчевський, письменник Стефан Грабінський та інші.

## Розташування
Янівський цвинтар, розташований на південно-західному схилі гори Кортумівки при дорозі на Янів, сягає у своїй найвищій точці 370 м над рівнем моря, на околиці історичної місцевості — Клепарів та має адресу: вулиця Шевченка, 128. Його площа становить близько 38 га. Понад 200 тисяч поховань розташовані на 68 полях.
Головний вхід розташований на вулиці Шевченка. Біля входу розташована колона-капличка «ліхтар померлих» від XVII століття, споруджена у 1938 році за проєктом архітектора Антона Лобоса.

## Історія

### Відкриття
У другій половині XIX століття населення Львова різко зростало — від 70 тисяч осіб 1857 року до майже 120 тисяч станом на 1890 рік. Через щільну забудову довкола Городоцького та Стрийського цвинтарів їх неможливо було розширити, а везти тіла зі всього міста до Личаківського цвинтаря було проблемно.
У 1884—1885 роках міська дорадча Рада здоров'я, а також спеціально скликана комісія з членів магістрату й міської ради дійшли до висновку, що найбільш підходящим місцем на новий цвинтар буде Янівське передмістя, а саме ділянка по вул. Янівській (сучасна вул. Шевченка). У грудні 1885 року відбулися громадські слухання, де, серед інших, зібралися громадяни, які мали нерухомість у цьому районі, однак ніхто з них не висловив офіційних заперечень проти закладення цвинтаря. У січні 1886 року на адресу міської ради надійшов лист за підписом кількох мешканців, чиї землі знаходилися при Янівській рогатці — вони писали, що не погоджуються на створення там цвинтаря, оскільки сморід від тіл буде робити працю в полях неможливою, а тамтешній піщаний ґрунт не підходить для цвинтаря, оскільки не сприяє розкладанню решток. Міська влада не врахувала цієї скарги, а довірилася рішенню комісії та санітарним висновкам Ради здоров'я й 13 травня 1886 року видала ухвалу про відкриття третього ґмінного християнського цвинтаря за Янівською рогаткою. Тоді ж влада розпочала переговори з власниками ділянок, які були передбачені під цвинтар, для викупу цих земель. 31 травня незадоволені мешканці подали скаргу до Галицького намісництва для перегляду рішення міської влади. Другу половину 1886 року та 1887 рік тривали дискусії та експертизи для встановлення придатности визначених земель для поховання людей. Група мешканців, яка виступала проти закладення цвинтаря, дійшла аж до кабінетів Міністерства внутрішніх справ Австро-Угорщини. Через бюрократичну тяганину цвинтар не було відкрито 1 жовтня 1887 року, як початково планувала міська влада. Зрештою, на початку 1888 року австрійське МВС вирішило не продовжувати цей адміністративний процес, пославшись на недотримання строків подання скарги (апеляції) — після отримання рішення Намісництва 3 червня 1887 року ініціативна група (яку очолив Владислав Нєдзвецький) мала чотири тижні часу, до 1 липня, для оскарження цього рішення, натомість до Відня лист з оскарженням дійшов аж 14 липня 1887 року.
Коли було залагоджено всі формальності, роботи пішли швидше: 5 липня 1888 року міська рада ухвалила рішення про поділ міста на три зони поховань (між Янівським, Стрийським та Личаківським цвинтарями), а вже 5 серпня 1888 року на цвинтарі здійснено перші поховання.

### Соціальний поділ
Янівський цвинтар від початку не міг конкурувати з Личаківським за своєю престижністю чи популярністю, який у середині XIX століття вважали найбільш «елітним» цвинтарем Львова. Наприклад, тіла вбогих, безхатьків, сиріт, немовлят, хворих, ув'язнених, злочинців та самогубців прийнято було ховати на Стрийському цвинтарі; також тут у безіменних могилах спочили російські солдати, які померли від хвороб під час походу на Угорщину 1849 року. Городоцький цвинтар був невеликим, обслуговував суто навколишній район і місто не планувало його розширювати. Усе це робило саме Личаків найбажанішим місцем останнього спочинку для померлих близьких. Так, за статистикою 1859—1862 років Личаківський некрополь приймав близько 1200 поховань щороку, тоді як Городоцький та Стрийський разом узяті — близько 600, попри те, що разом ці цвинтарі обслуговували більшу кількість районів міста. Хоча місто було поділене на округи, жителі яких мали бути поховані на відповідних цвинтарях залежно від кварталу, де мешкали, існувала можливість змінити місце поховання за додаткову оплату. Личаківський цвинтар вважали «елітним», а поховання там були у 1,5—2 рази дорожчими.
Після закриття Городоцького (1 вересня 1875) та Стрийського (1893) цвинтарів саме Янівський перейняв роль місця поховання бідніших верст населення Львова. Відповідно до міських поховальних тарифів, ціни за поховання та збереження могили (на 10 років) на Личаківському цвинтарі в 2—3 рази перевищували відповідні суми на Янівському. У статті «Газети Львівської» за 1901 рік йшлося, що на День усіх святих «всіма вулицями міста ішли тисячі осіб, на Янівський цвинтар переважно пішки, на Личаківський — трамваями, фіакрами та екіпажами». Трамвайна колія від центру міста до Личаківського цвинтаря була прокладена вже в перший рік функціонування електричного трамваю у Львові (1894-й), тоді як до Янівської рогатки трамвайну колію прокладено через 14 років. Типовий краєвид біднішого некрополя не містив стільки пишних скульптур та гробівців, а складався переважно зі скромних земляних могил з дерев'яними хрестами. Велика кількість знаних містян, які відвідують могили своїх рідних та близьких на Личакові, притягувала увагу журналістів саме туди, а про Янівський цвинтар згадок у пресі було значно менше.

### Інфраструктура
У межах розбудови території навколо цвинтаря споруджено епідеміологічну лікарню для хворих на заразні хвороби (нині це територія поля № 59). Вона складалася з адміністративного будинку й двох бараків: епідеміологічного та холеричного. Хворих з підозрою на холеру було рекомендовано утримувати в цьому шпиталі, а не у звичайних лікарнях. У середньому в закладі лікували близько 300 пацієнтів на рік. 1893 року об'єкт відвідали ерцгерцог Леопольд Сальватор і ерцгерцогиня Бланка де Борбон. До 1903 року заклад розбудовано, щоб він міг приймати і хворих дітей. Ординатором призначено Болеслава Келяновського, а опікувалося ним згромадження Сестер милосердя. На деяких сесіях міської ради Львова розглядали питання розширення лікарні та побудови нового корпусу, що мав би знадобитися на випадок епідемії.
Після запуску трамвайної лінії до Янівського цвинтаря наприкінці 1908 року ситуація з доїздом туди покращилася. Розпочато укладання бруківки на вулиці Янівській, що радісно сприйняли місцеві мешканці, адже під час сильних вітрів їх засипало піском з довколишніх піщаних ґрунтів, а рух транспорту по такій дорозі був ускладнений.
В адресовій книзі за 1897 рік на вул. Янівській знаходився лише один заклад з різьби по каменю. Пізніше там виникло, або переїхало з інших районів міста ще кілька майстерень, які виготовляли надгробки чи таблички з граніту, мармуру, сієніту, а також виконували дотичні замовлення. У ремісничих майстернях біля цвинтаря виготовляли труни та хрести.

### Поховання
Найдавніше поховання перенесено з Городоцького цвинтаря. Надгробок являє собою скульптурне зображення плакальниці, виконане, ймовірно, скульптором Йоганом Шімзером у 1820-х роках. Знаходиться на могилі лікаря Йогана Махана (помер 1815).
Раніше, на околицях вулиці Золотої 24 серпня 1855 року створено Новий єврейський цвинтар. Частково через це, а здебільшого через віддаленість від центральної частини міста,  Янівський цвинтар не користувався великою популярністю, бо спочатку на ньому ховали померлих із закладів судової медицини та убогих із львівських шпиталів. Протягом своєї історії цвинтар розширювало межі вздовж вулиці Шевченка — колишньої Янівської, займаючи пустирі, які віддаляли його від єврейського цвинтаря, поки врешті обидва некрополі не злилися в один.
Станом на 1937 рік на цвинтарі було 54 поля, поділених алеями та стежками, що перетиналися, переважно, під прямим кутом і близько 115 тисяч поховань. Наприкінці жовтня 1939 року ширились чутки про підготовку повстання проти радянської окупації. У пошуках зброї, НКВС проводив обшуки гробівців Личаківського і Янівського цвинтарів.
У червні—липні 1941 року, під час відступу Червоної Армії на початку війни з Німеччиною, у тюрмах Львова відбувалися масові розстріли органами НКВС політичних в'язнів. На Янівському цвинтарі біля поля № 55 є спільне поховання «Три хрести» — невідомих жертв тюрми «Бригідки». Поруч у 1990 році встановлено стилізований під березу пам'ятний хрест жертвам терору НКВС, які загинули у червні 1941 року.
На початку 1980-х років, у зв'язку з нестачею вільного місця, Янівський цвинтар було закрито. Виняток робиться для родин, які мають власні гробівці. За спеціальним дозволом здійснюються поховання в могили близьких родичів.
На полі № 50 Янівського цвинтаря розташована могила, в якій поховано 26 дітей (24 дітей — у віці до трьох років та 2 підлітків 15—17 років), закатованих у 1949—1951 роках у львівських  в'язницях — Замарстинівській та «Бригідках». Тривалий час на місці поховання стояв дерев'яний хрест. 20 травня 2012 року на місці того хреста встановлено гранітний пам'ятник, виконаний скульптором Юліаном Савко, в образі матері, яка схилила голову над дитиною.

## Поля давніх поховань

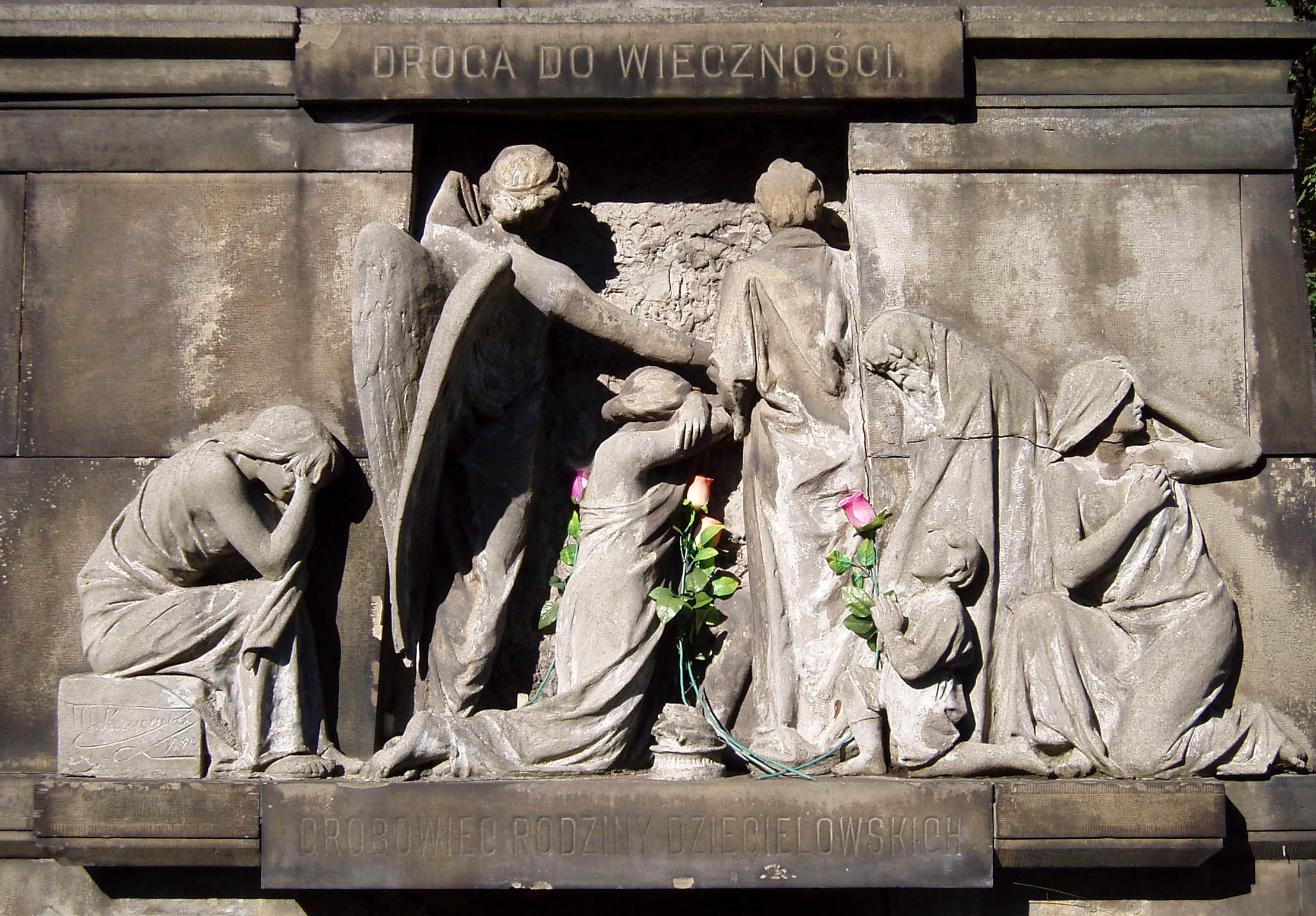
Горельєф «Дорога до вічності» на гробівці Дзенцьольовських. Скульптор Теобальд Оркасевич

Поля давніх поховань розташовані справа від головного входу та вздовж центральної алеї.
Цікавою з мистецьких міркувань є родинний гробівець Дзенцьоловських та Оркасевичів, прикрашений горельєфною композицією «Шлях у вічність» (скульптор Теобальд Оркасевич, 1914).
Більшість пам'ятників у цій частині цвинтаря належать майстрам з каменярських фірм О. Загурського, А. Круля, Л. Тировича, Г. К. П'єра, Л. Ольшевського, Т. Івановича.
Найстарішим мистецьким пам'ятником є пам'ятник родини Маханів, до якої належав і відомий лікар, професор Львівського університету Ян Махан (1762—1824). Надгробок виконаний у стилі ампір, з фігурою плакальниці. Авторство імовірно належить Антону Шимзеру. Цей надгробок було перенесено з Городоцького цвинтаря на початку XX століття, після його ліквідації.
Цікавими також є склепи в стилі «Ар-деко», зроблені в майстерні В. Коржевича у 1920—1930-х роках, надгробок Романа Калецького (†1928) з рельєфом жіночої фігури з смолоскипом. Деякі інші надгробки походять з майстерень Сергія Литвиненка та Андрія Коверка.
На невеликому майдані при головній алеї (ріг полів № 31 та 14) похований католицький архієпископ міста Львова, професор богослов'я і догматики Львівського університету, святий римо-католицької церкви Юзеф Більчевський (1860—1923). Щоб привернути увагу львів'ян до нового цвинтаря, Більчевський заповів поховати себе тут.

## Поховання жертв квітневих подій 1936

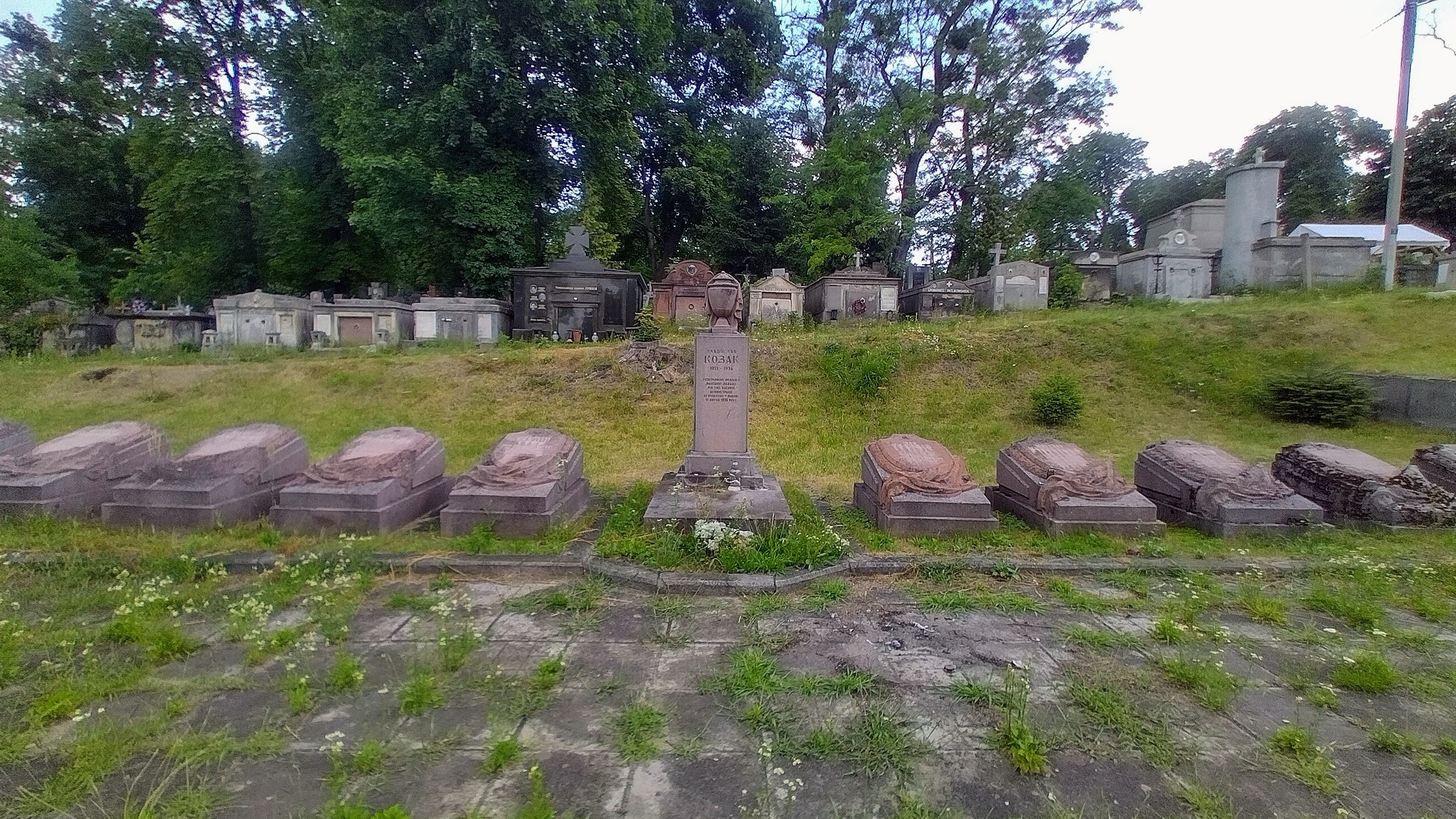
Меморіал жертв квітневих подій 1936 року

На початку цвинтаря, ліворуч від головної алеї, розташоване поховання жертв квітневих подій 1936 року. Тоді під час заворушень безробітних, польська поліція вбила Владислава Козака. Його похорон вилився в антиурядову демонстрацію, під час якої поліцією було вбито до 10 осіб (у листівках, розповсюджуваних комуністами, йшлося про 48 загиблих демонстрантів). Меморіал загиблим упорядковано 1956 року. Зліва від поховань демонстрантів розташована могила Нафталі Ботвіна, страчений польською владою у 1925 році за вбивство інформатора міліції Юзефа Цехновського.

## Меморіал стрільців та старшин легіону УСС і УГА

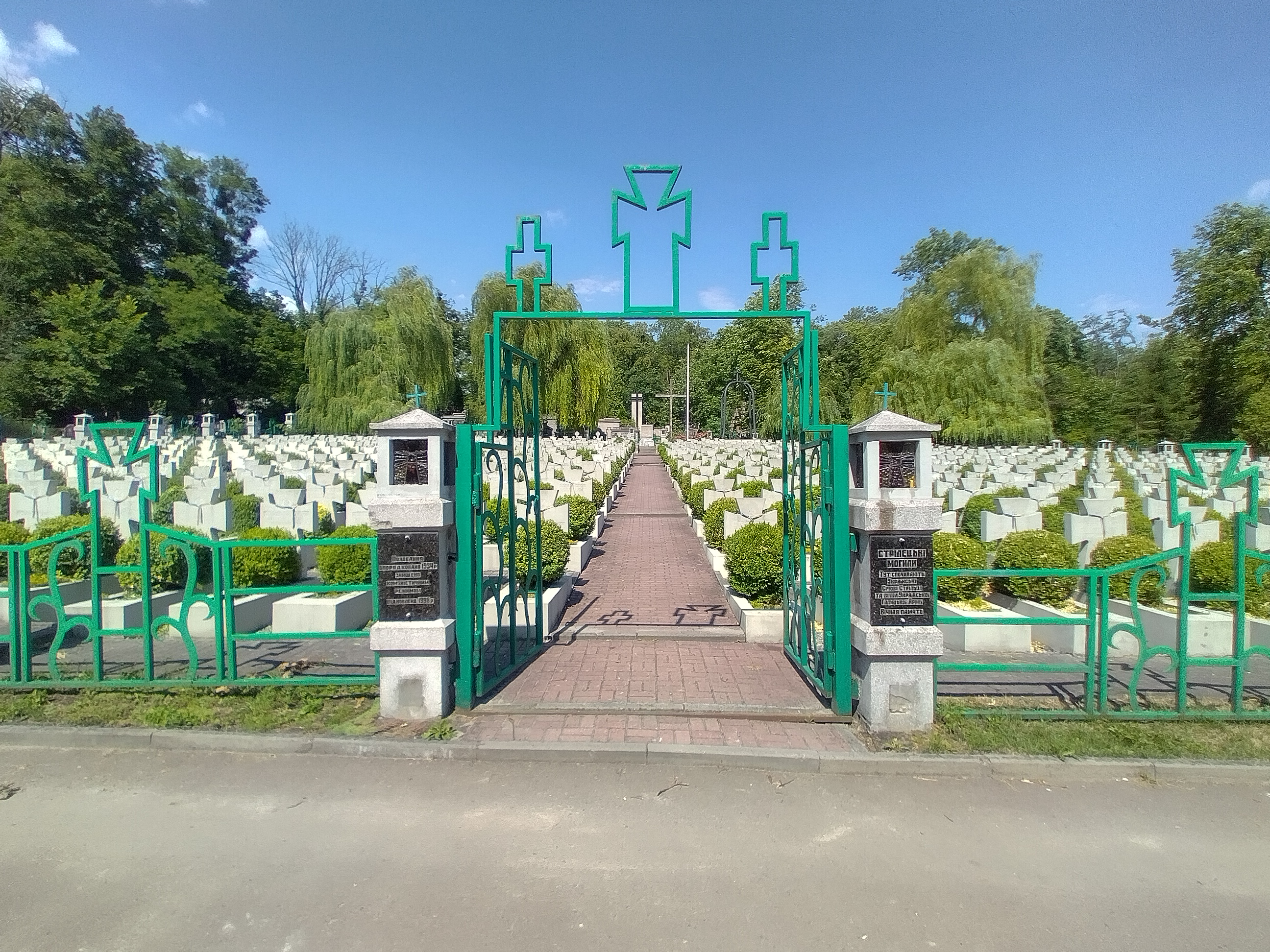
Меморіал стрільців та старшин легіону УСС та воїнів Української галицької армії

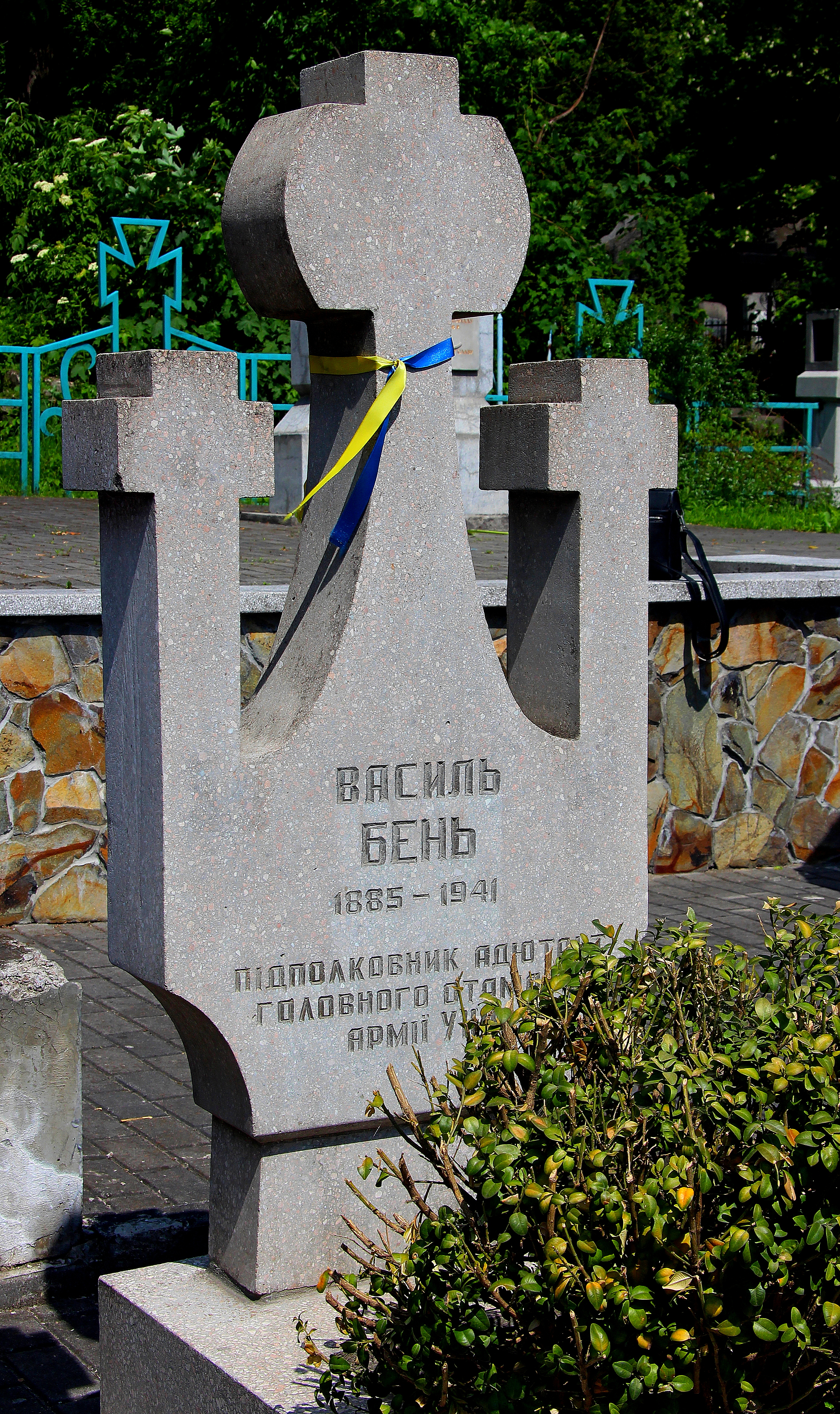
Місце поховання Василя Беня

Поля 38 та 38а було відведене для поховань вояків Української галицької армії, які загинули під час листопадових боїв 1918 року та польсько-української війни 1918—1919 років, а також для померлих від ран у шпиталях та у польських таборах. Спочатку цими похованнями опікувався «Пласт», а від 1927 року — «Товариство охорони воєнних могил», головою якого був Броніслав Янів (похований на полі № 39 Янівського цвинтаря). У 1934 році на цій чотирикутній ділянці за ескізами Петра Холодного та Левка Лепкого було встановлено 440 бетонних надгробків з козацькими хрестами.
Автором проєкту меморіалу став відомий український архітектор Євген Нагірний. Його впорядкування у 1933 році виконала «Кооператива інжинірських робіт» під керівництвом інженера Андрія П'ясецького. Загалом у міжвоєнну добу на цьому полі було поховано 1070 осіб — військовиків легіону Українських січових стрільців, Української галицької армії, Дієвої армії Української Народної Республіки. Згодом поряд зі стрільцями на цьому полі поховали генерала-чотаря, Начального вождя (головнокомандувача) УГА Мирона Тарнавського у 1938 році та голову уряду ЗУНР Костя Левицького у 1941 році. У міжвоєнний період на Янівському цвинтарі відбувалися щорічні поминки і походи українців.
1971 року за дорученням Львівського облвиконкому розпочалося цілеспрямоване нищення цієї частини Янівського некрополя. Бульдозерами було зірвано стрілецькі могили, понищено хрести та викопано людські останки померлих. Поруйновані стрілецькі хрести пізніше використали для мощення доріг, а на стрілецьких могилах здійснювали нові поховання. Збереглися лише могили генерала М. Тарнавського та К. Левицького, але без хрестів. Проти цього вандалізму гострий протест до урядових установ вислав 16 серпня 1971 року В. Чорновіл.
У 1997—1999 роках за проєктом авторського колективу інституту «Укрзахідпроектреставрація» під керівництвом Ольги Петришин відновлено Меморіал стрільців та старшин легіону УСС і УГА. Поховання 1970—1980-х років перенесені на інші ділянки. Відновлено стрілецькі могили та поховання Мирона Тарнавського та Костя Левицького, поряд яких у 1994 році перепоховано Василя Беня — підполковника армії УНР, ад'ютанта Симона Петлюри замордованого більшовиками у тюрмі на Лонцького у 1941 році. Урочисте відкриття відбулося 1 листопада 1998 року.

## Новий єврейський цвинтар
У 1962 році після розпуску львівської єврейської громади до Янівського цвинтаря приєднали й Новий єврейський.
Старе єврейське окопище закрили для поховань у 1855 році. Через два місяці новий некрополь за Кортумовою горою, поблизу дороги на Янів (нині — Івано-Франкове). У 1856 році побудовано синагогу коштом Єфроїма Вікселя. Згодом упорядкували дорогу до цвинтаря, спорудили паркан у неороманському стилі, а також адміністративне приміщення. 1912 року розпочали будівництво передпоховальної синагоги «Бет-Тахара» (за іншими даними — каплиці «Бет-Тагора») у стилі модерну (проєкт Романа Фелінського та Єжи Ґродинського). Будівельними роботами керував Міхал Улям. Стіни каплиці прикрасили розписи відомого живописця Фелікса Вигживальського.
Меморіал загиблим євреям під час трагічного погрому євреїв Львова вчиненого польськими солдатами 21—23 листопада 1918 року та єврейським військовикам-учасникам польсько-української війни 1918—1919 років спорудила за власні кошти єврейська громада Львова. Близько 1919 року, за проєктом архітектора Вавжинця Дайчака, на Кортумовій горі жертвам тих подій встановили пам'ятник, біля якого розміщено меморіал, який після розширення у 1922 році, складався з шістнадцяти рядів могил, де було поховано 375 осіб.
Ліквідація цвинтаря розпочалася 1943 року, коли окупанти підірвали «Бет-Тахара» та зруйнували обидва юдейські некрополі. Кам'яними надгробними плитами-мацевами вимостили міські дороги. В радянський період цвинтар продовжував функціонувати під опікою єврейської громади Львова. Біля входу з вулиці Єрошенка споруджено єврейською громадою гранітний обеліск. Компактні єврейські поховання розташовуються вздовж головної алеї і на прилеглих полях, існує власна нумерація полів.
Після 1962 року територія цвинтаря використовується і для неєврейських поховань.
Вище 37-го поля встановлена плита з написом рос. «Здесь похоронены советские граждане — жертвы фашистских злодеяний во Львове 1941—1943» — це свідчить про те, що цей пам'ятний знак був встановлений у пам'ять про жертви голокосту.

## Військові поховання
До війни на Янівському цвинтарі були відведені спеціальні місця під військові поховання. Поля 42 та 43 призначалися для військовослужбовців львівського гарнізону, серед яких вирізнялися могили польських літунів.
На 35-му полі поховані вояки королівської угорської армії, які померли у Львові у 1941—1944 роках. У 2009 році коштом товариства культури львівських угорців та Військово-історичного інституту і музею Міністерства оборони Угорської республіки був встановлений пам'ятний знак на місці цих поховань.
На 41-му полі були поховані вояки першої світової війни, польсько-української війни 1918—1919 років та польсько-радянської війни 1920 року. Сюди також перенесли останки 226 солдат Першої кінної армії, які загинули під час наступу армії Будьонного на Львів. Є також окремі поховання вояків армій Врангеля, Денікіна, Бредова, Балаховича, що померли у Львові та на еміграції. Усі ці військові поховання, як і Меморіал стрільців та старшин легіону УСС і УГА на полях 38 та 38а знищені у 1970-х роках.
На 37-му полі був розміщений невеликий меморіал польським солдатам, які загинули або померли від ран під час оборони Львова та східних кордонів у 1918—1920 роках. Цей меморіал спорудило польське Товариство опіки над могилами Героїв у липні 1939 року. Тут було поховано близько 600 польських військовиків. На цьому місці планувалося встановлення багатофігурного пам'ятника за проєктом архітектора Вітольда Равського, але через нестачу коштів не був реалізований.
Він, як і меморіал стрільців УГА, був знищений на початку 1970-х років, а його територію віддали під нові цивільні поховання. Вціліла хіба що пам'ятна таблиця, яка вмонтована в бетонну стелу. Сьогодні тут стоїть польовий пам'ятник-вівтар у вигляді високого хреста з чорного мармуру, який вкомпоновано в бетонну стелу. Поруч збереглося кілька десятків військових поховань з бетонними хрестами..
Протягом німецької окупації частина Янівського цвинтаря прилегла до вулиці Шевченка, використовувалася під поховання німецьких солдат. У 1941 році на 6-му полі цвинтаря було закладено окремий цвинтар для словаків, проте не зберігся через руйнацію у 1970-х роках. До наших днів від нього збереглася лише напівзруйнована стела з двораменним хрестом та напівзатертим написом: «Життя за Віру, за Свободу народу, пожертвували для Перемоги. Тут лежать герої словацької армії, які загинули під час війни, коли вирішувалася доля словацької незалежності і свободи». Під цим написом перелічені 17 імен загиблих словацьких вояків.
На західній околиці цвинтаря, за межами поля 53, розташоване поховання німецьких військовополонених, які перебували у Львові у 1945—1949 роках. Збереглося 40 номерних могил. Це невелике поховання колись було оточене кам'яним муром з бутового каміння, що збереглося лише частково. У жовтні 2016 року останки німецьких військовополонених було ексгумовані та перепоховані на території Міжнародного збірного цвинтаря «Поле Пам'яті» у місті Славута на Хмельниччині.

## Список відомих осіб, похованих на Янівському цвинтарі
- Олександр Аксінін
- Богдан-Ігор Антонич
- Ольга Басараб
- Юліуш Белтовський
- Василь Бень
- Дмитро Блажейовський
- Василь Білас
- Юзеф Більчевський
- Іван Блажкевич
- Антін Будзан
- Александер Бучацький
- Лев Ган
- Яків Гоніґсман
- Дмитро Данилишин
- Йосиф Кладочний
- Олександр Кованько — доктор фізико-математичних наук, професор Львівського університету,
- Владислав Козак
- Кость Левицький
- Федір Максименко
- Катерина Матейко
- Ігор Мончак — священик Української греко-католицької церкви.
- Юрій Охріменко — львовознавець, кандидат медичних наук
- Григорій Печенівський
- Андрій Пясецький
- Модест Сосенко
- Микола Струтинський
- Мирон Тарнавський
- Мефодій Шевченко — Герой Радянського Союзу.
- Дмитро Шелест — відомий радянський і український мистецтвознавець
- Бронислав Янів

## Світлини

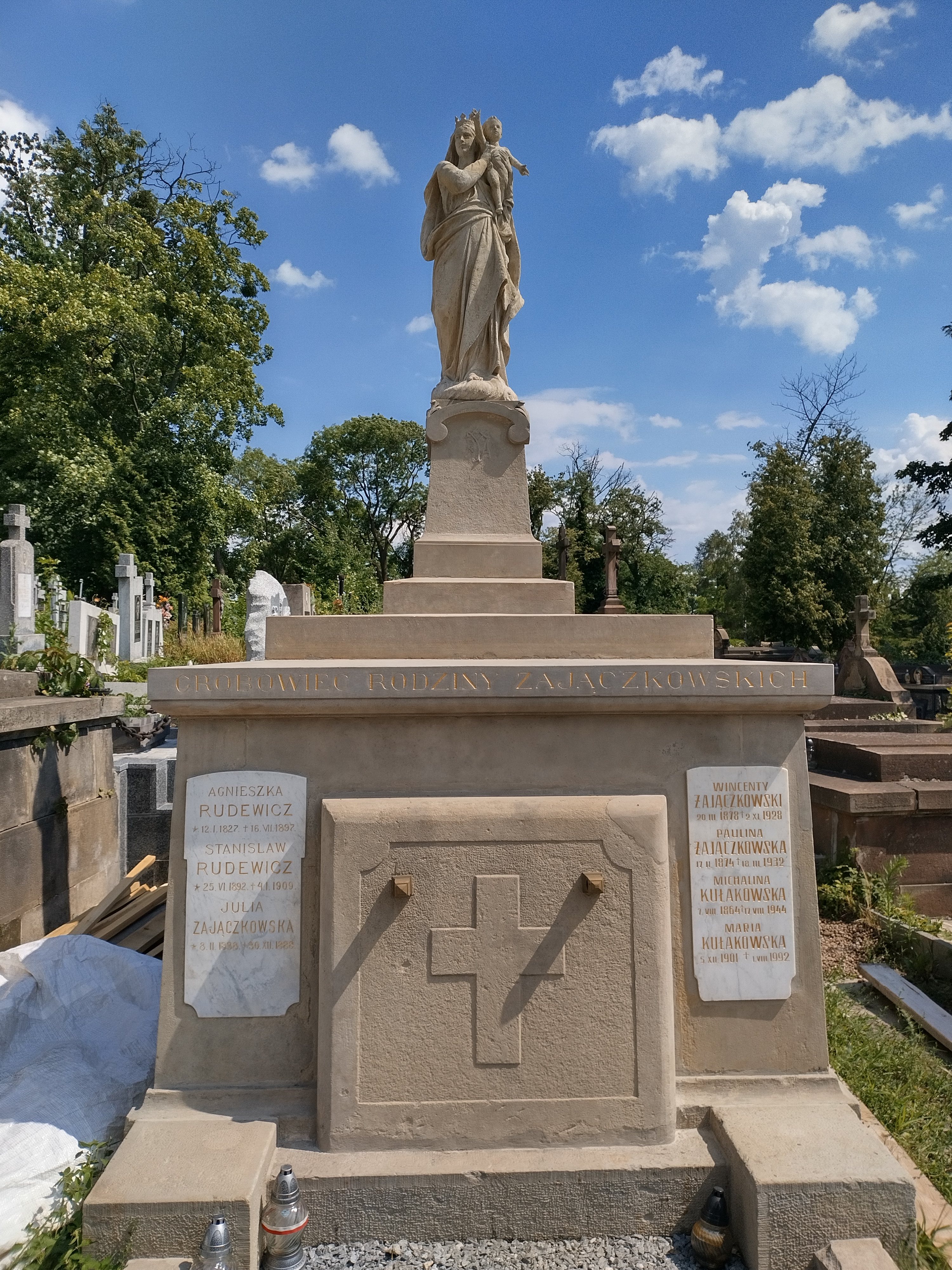
Гробівець родини Заячківських
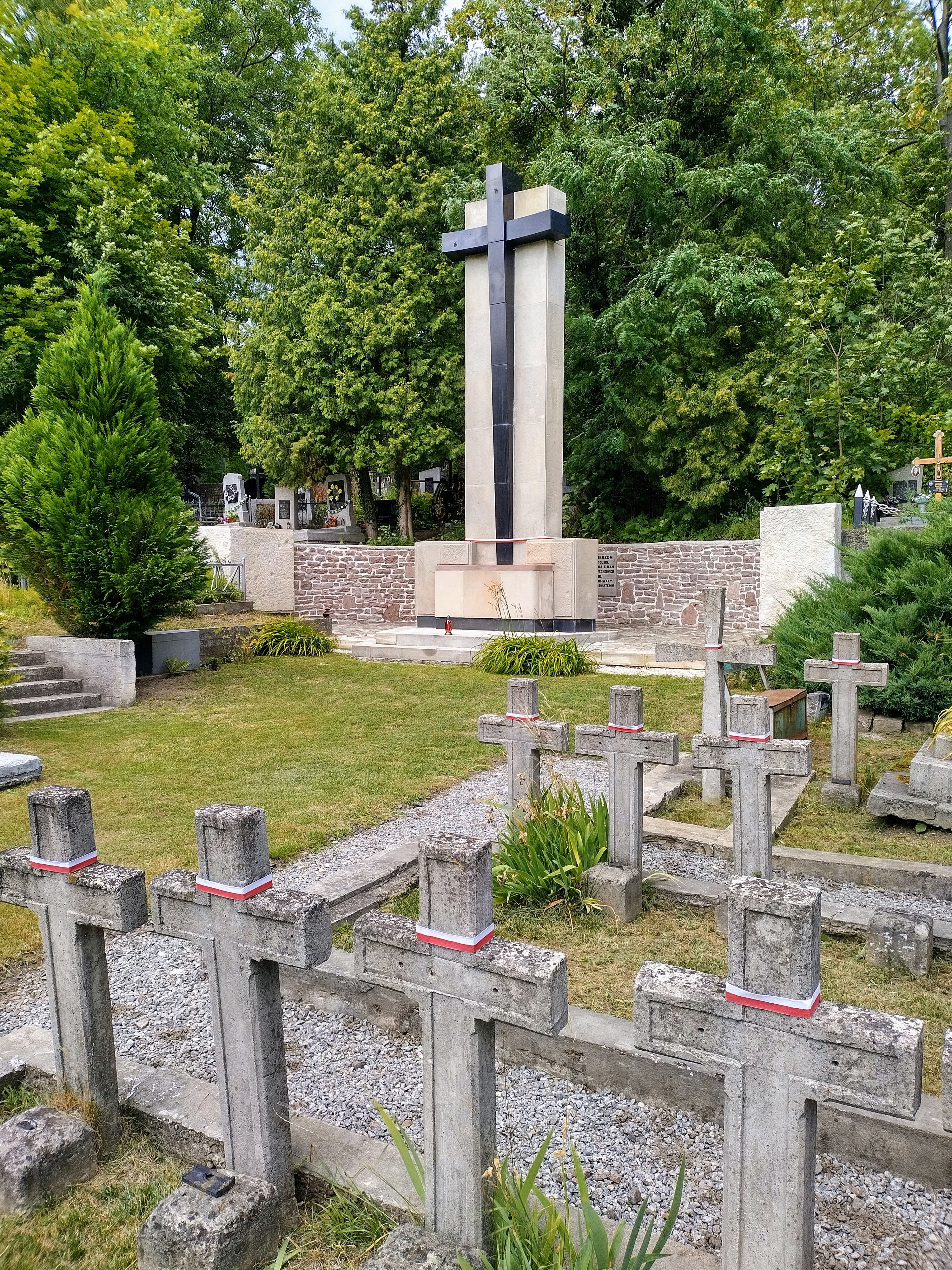
Польський військовий меморіал
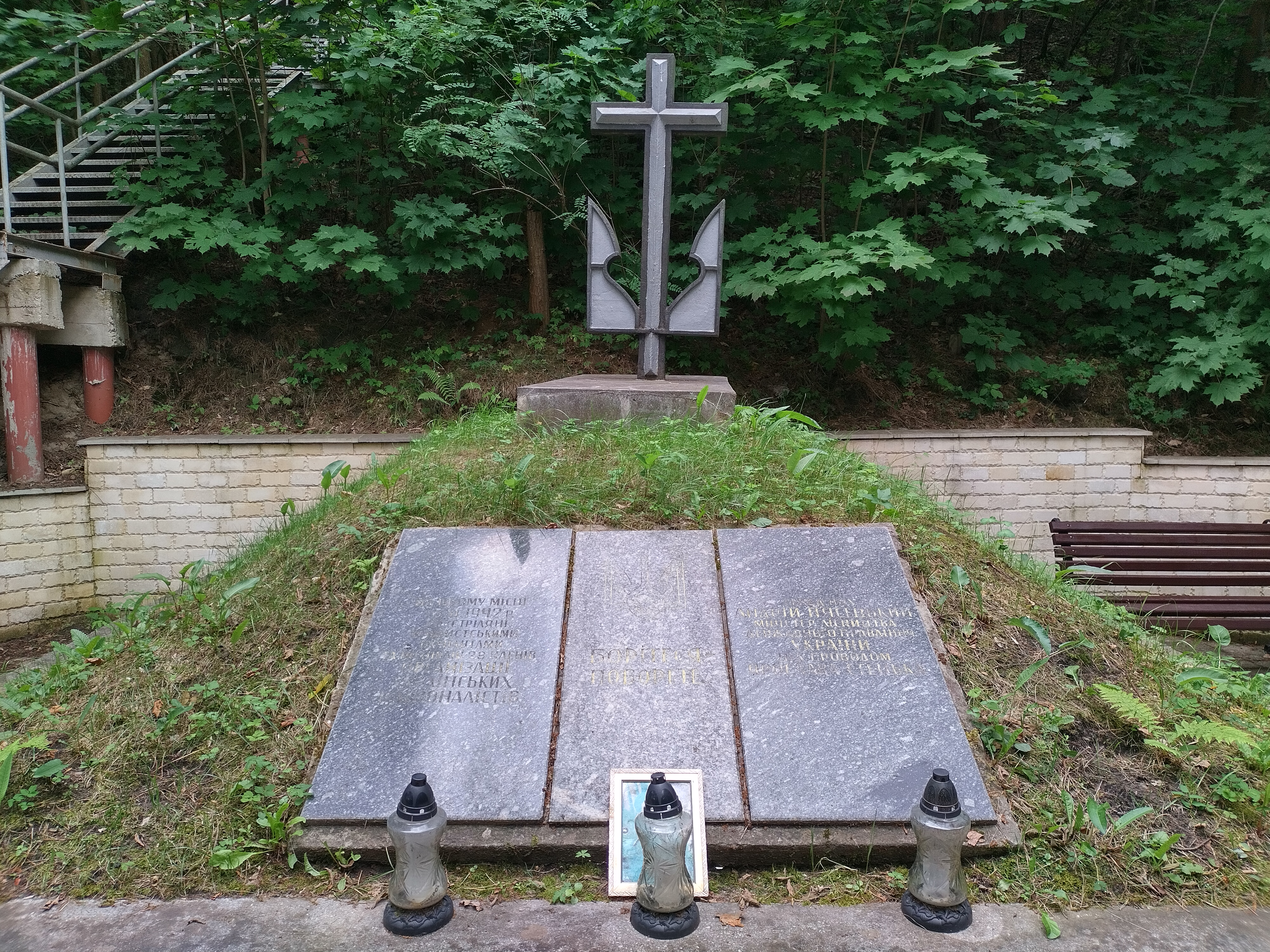
Могила 28 членів ОУН
Пам'ятник дітям, закатованим у тюрмах Львова у 1949—1951 рр.
Пам'ятний знак воякам королівської угорської армії
Могили Василя Біласа і Дмитра Данилишина на Янівському цвинтарі
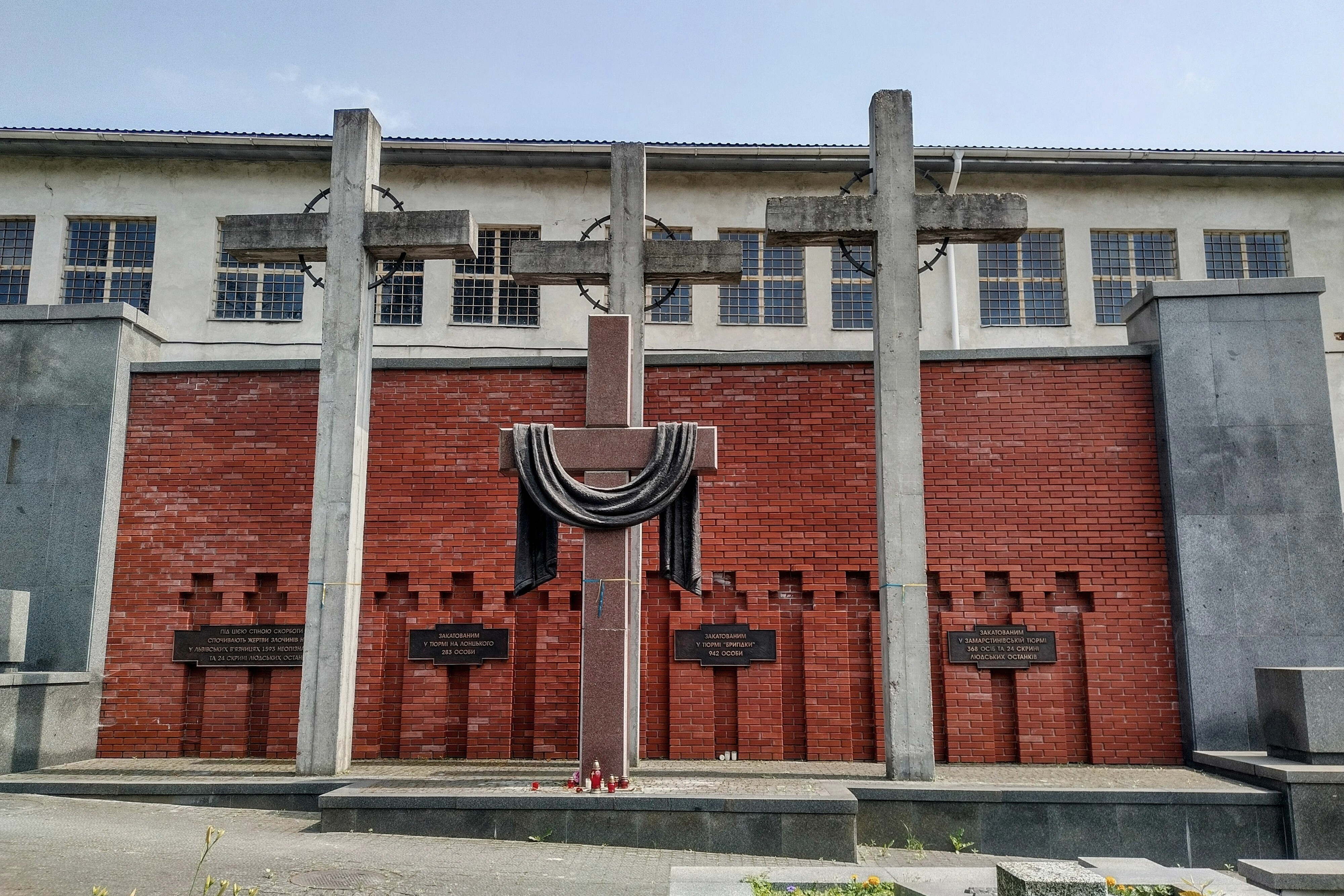
Меморіал «Безневинно убієнним катами НКВС у тюрьмах Львова»